# Paul Bernardoni
Paul Jean François Bernardoni (Évry, 18 de abril de 1997) es un futbolista francés. Juega de portero y su equipo es el Amiens S. C. de la Ligue 2.

## Trayectoria

### Inicios
Bernardoni debutó con el filial del Troyes en abril de 2014. Casi un año después, el 6 de marzo de 2015, lo hizo con el primer equipo en la Ligue 2 contra el Clermont Foot, partido que terminó en victoria por 2-0.

### Llegada a Burdeos y cesiones
A finales de enero de 2016, el F. C. Girondins de Burdeos logró su cesión con opción de compra hasta final de temporada. Debutó el 3 de febrero, encajando tres goles en la derrota ante el Olympique de Lyon.
Tras ser ejecutada la opción de compra, pero sin jugar ningún minuto con el primer equipo en la temporada 2016-17, el 23 de junio de 2017 fue cedido al Clermont Foot un año.
Posteriormente, fue enviado a préstamo al Nîmes Olympique en la temporada 2018-19. Este préstamo se extendió la siguiente temporada.

### Angers
El 8 de junio de 2020 fichó por el Angers S. C. O. por 8 millones de euros, récord de transferencia para el club. Firmó contrato hasta 2024. En enero de 2022, tras temporada y media en el club, se marchó cedido al A. S. Saint-Étienne hasta final de temporada.

## Selección nacional
Bernardoni fue internacional sub-17, sub-18, sub-19, sub-20 y sub-21 con la selección de fútbol de Francia.
Con la selección sub-19 logró ganar el Campeonato Europeo de la UEFA Sub-19 2016, después de que su selección lograse ganar por 4-0 a Italia.
En 2019 disputó la Eurocopa Sub-21 de 2019 con la sub-21 francesa llegando hasta semifinales, donde perdieron frente a España, pero obteniendo la clasificación para los Juegos Olímpicos de Tokio 2020.

## Estadísticas
Actualizado al último partido disputado el 22 de mayo de 2025.
| Club                                                                     | Div.          | Temporada     | Liga  | Liga  | Copas nacionales(1) | Copas nacionales(1) | Copas internacionales | Copas internacionales | Total | Total |
| Club                                                                     | Div.          | Temporada     | Part. | Goles | Part.               | Goles               | Part.                 | Goles                 | Part. | Goles |
| ------------------------------------------------------------------------ | ------------- | ------------- | ----- | ----- | ------------------- | ------------------- | --------------------- | --------------------- | ----- | ----- |
| E. S. Troyes A. C. II Francia                                            | 5.ª           | 2013-14       | 6     | 0     | —                   | —                   | —                     | —                     | 6     | 0     |
| E. S. Troyes A. C. II Francia                                            | 4.ª           | 2014-15       | 21    | 0     | —                   | —                   | —                     | —                     | 21    | 0     |
| E. S. Troyes A. C. II Francia                                            | 4.ª           | 2015-16       | 3     | 0     | —                   | —                   | —                     | —                     | 3     | 0     |
| E. S. Troyes A. C. II Francia                                            | Total club    | Total club    | 30    | 0     | 0                   | 0                   | 0                     | 0                     | 30    | 0     |
| E. S. Troyes A. C. Francia                                               | 2.ª           | 2014-15       | 1     | 0     | 0                   | 0                   | —                     | —                     | 1     | 0     |
| E. S. Troyes A. C. Francia                                               | 1.ª           | 2015-16       | 14    | 0     | 1                   | 0                   | —                     | —                     | 15    | 0     |
| E. S. Troyes A. C. Francia                                               | Total club    | Total club    | 15    | 0     | 1                   | 0                   | 0                     | 0                     | 16    | 0     |
| F. C. Girondins Burdeos Francia                                          | 1.ª           | 2015-16       | 7     | 0     | 0                   | 0                   | —                     | —                     | 7     | 0     |
| F. C. Girondins Burdeos Francia                                          | 1.ª           | 2016-17       | 0     | 0     | 0                   | 0                   | —                     | —                     | 0     | 0     |
| F. C. Girondins Burdeos Francia                                          | Total club    | Total club    | 7     | 0     | 0                   | 0                   | 0                     | 0                     | 7     | 0     |
| F. C. Girondins Burdeos II Francia                                       | 5.ª           | 2016-17       | 11    | 0     | —                   | —                   | —                     | —                     | 11    | 0     |
| F. C. Girondins Burdeos II Francia                                       | Total club    | Total club    | 11    | 0     | 0                   | 0                   | 0                     | 0                     | 11    | 0     |
| Clermont Foot Francia                                                    | 2.ª           | 2017-18       | 38    | 0     | 0                   | 0                   | —                     | —                     | 38    | 0     |
| Clermont Foot Francia                                                    | Total club    | Total club    | 38    | 0     | 0                   | 0                   | 0                     | 0                     | 38    | 0     |
| Nîmes Olympique Francia                                                  | 1.ª           | 2018-19       | 38    | 0     | 2                   | 0                   | —                     | —                     | 40    | 0     |
| Nîmes Olympique Francia                                                  | 1.ª           | 2019-20       | 25    | 0     | 1                   | 0                   | —                     | —                     | 26    | 0     |
| Nîmes Olympique Francia                                                  | Total club    | Total club    | 63    | 0     | 3                   | 0                   | 0                     | 0                     | 66    | 0     |
| Angers S. C. O. Francia                                                  | 1.ª           | 2020-21       | 38    | 0     | 0                   | 0                   | —                     | —                     | 38    | 0     |
| Angers S. C. O. Francia                                                  | 1.ª           | 2021-22       | 13    | 0     | 1                   | 0                   | —                     | —                     | 14    | 0     |
| Angers S. C. O. II Francia                                               | 4.ª           | 2021-22       | 1     | 0     | —                   | —                   | —                     | —                     | 1     | 0     |
| Angers S. C. O. II Francia                                               | Total club    | Total club    | 1     | 0     | 0                   | 0                   | 0                     | 0                     | 1     | 0     |
| A. S. Saint-Étienne Francia                                              | 1.ª           | 2021-22       | 21    | 0     | 1                   | 0                   | —                     | —                     | 22    | 0     |
| A. S. Saint-Étienne Francia                                              | Total club    | Total club    | 21    | 0     | 1                   | 0                   | 0                     | 0                     | 22    | 0     |
| Angers S. C. O. Francia                                                  | 1.ª           | 2022-23       | 27    | 0     | 3                   | 0                   | —                     | —                     | 30    | 0     |
| Angers S. C. O. Francia                                                  | Total club    | Total club    | 78    | 0     | 4                   | 0                   | 0                     | 0                     | 82    | 0     |
| Konyaspor Turquía                                                        | 1.ª           | 2023-24       | 17    | 0     | 0                   | 0                   | —                     | —                     | 17    | 0     |
| Konyaspor Turquía                                                        | Total club    | Total club    | 17    | 0     | 0                   | 0                   | 0                     | 0                     | 17    | 0     |
| Yverdon-Sport F. C. Suiza                                                | 1.ª           | 2023-24       | 20    | 0     | —                   | —                   | —                     | —                     | 20    | 0     |
| Yverdon-Sport F. C. Suiza                                                | 1.ª           | 2024-25       | 38    | 0     | 0                   | 0                   | —                     | —                     | 38    | 0     |
| Yverdon-Sport F. C. Suiza                                                | Total club    | Total club    | 58    | 0     | 0                   | 0                   | 0                     | 0                     | 58    | 0     |
| Amiens S. C. Francia                                                     | 2.ª           | 2025-26       | 0     | 0     | 0                   | 0                   | —                     | —                     | 0     | 0     |
| Amiens S. C. Francia                                                     | Total club    | Total club    | 0     | 0     | 0                   | 0                   | 0                     | 0                     | 0     | 0     |
| Total carrera                                                            | Total carrera | Total carrera | 339   | 0     | 9                   | 0                   | 0                     | 0                     | 348   | 0     |
| (1) Incluye datos de la Copa de Francia y la Copa de la Liga de Francia. |               |               |       |       |                     |                     |                       |                       |       |       |

## Palmarés

### Títulos nacionales
| Título  | Club               | País    | Año     |
| ------- | ------------------ | ------- | ------- |
| Ligue 2 | E. S. Troyes A. C. | Francia | 2014-15 |

### Títulos internacionales
| Título         | Club (*)       | País     | Año  |
| -------------- | -------------- | -------- | ---- |
| Europeo sub-19 | Francia sub-19 | Alemania | 2016 |

(*) Incluyendo la selección.